# Большой куш (фильм, 2000)
«Большой куш» (англ. Snatch) — британо-американский комедийный фильм режиссёра Гая Ричи. Удостоен высоких оценок мировой кинопрессы и ряда наград. Фильм вышел в Великобритании 1 сентября 2000 года.
Фильм послужил основой для телесериала «Большой куш» (2017—2018).

## Сюжет
В Антверпене банда грабителей, переодетых в религиозных евреев, один из которых — Фрэнки (Бенисио дель Торо), похищает из еврейской ювелирной конторы множество драгоценностей, среди которых бриллиант в 86 карат. Фрэнки предстоит доставить это сокровище в пристёгиваемом к руке бронированном дипломате с кодовой защитой прикрывающему эту банду ювелиру Ави Деновицу (Дэннис Фарина) в Нью-Йорк, транзитом через Лондон. Перед отъездом один из партнёров Фрэнки по ограблению дает ему телефон Бориса «Бритвы» (Раде Шербеджия) — русского торговца оружием в Лондоне, и говорит, что если Фрэнки понадобится пушка, Борис к его услугам. Этот самый партнёр оказывается братом Бориса и проводит обходной манёвр: звонит Борису в Лондон и рассказывает о Фрэнки и бриллианте, предлагая брату нанять людей для кражи камня. Тем временем Ави согласовывает с Фрэнки его дальнейшие действия и рекомендует Дага «Голову» Деновица (Майк Рэйд) — родственника-ювелира в Лондоне, который может купить мелкие бриллианты.
Далее все события происходят в Лондоне. Партнёры Турок (Джейсон Стейтем), нелегальный боксёрский промоутер, и Томми (Стивен Грэм), владелец зала игровых автоматов, тренируют своего бойца — «Роскошного» Джорджа (Адам Фогерти). Через несколько дней должен состояться нелегальный боксёрский матч между ним и бойцом, которого выставляет «Кирпич» (Алан Форд) — местный криминальный авторитет, известный своей жестокостью и привычкой скармливать трупы свиньям. Из-за этого Томми приобрёл у Бориса «Бритвы» тяжеловесный револьвер. «Работают» Турок и Томми в старом обветшалом фургоне, и Турку приходит в голову мысль о его замене. Он дает Томми десять тысяч фунтов и поручает ему съездить в «цыганский табор» за городом и купить у «цыгана» Микки (Брэд Питт) новый фургон.
Тем временем Фрэнки приходит к Борису, и тот дает ему револьвер бесплатно, но просит об услуге — поставить за Бориса деньги на боксёра Кирпича — «Бомбардировщика» Харриса; Фрэнки соглашается. Борис, пообещав полсотни тысяч фунтов, нанимает двух чернокожих — Сола (Соломона) (Ленни Джеймс) и Винни (Робби Джи), чтобы они ограбили букмекерскую контору, принадлежащую Кирпичу, в тот момент, когда там будет находиться Фрэнки: деньги из конторы грабители забирают себе, а дипломат отдают Борису. Сол и Винни берут с собой своего друга Тайрона и едут на дело с серьёзным оружием. Припарковываясь возле конторы, Тайрон въезжает в зад фургона, где в это время переодевается Фрэнки, и тот от удара теряет сознание. Винни и Сол ждут «человека с дипломатом и четырьмя пальцами на руке», как им сказал Борис, не подозревая, что этот самый человек лежит без сознания в фургоне позади них.
Томми и «Роскошный» Джордж приезжают в табор и договариваются с цыганом Микки о покупке фургона; но стоит им только тронуться, как у фургона срывается задняя ось. Микки не желает возвращать деньги и после недолгих препирательств предлагает решение — они с Джорджем дерутся, и кто побеждает, тот получает деньги. Джордж уверен в победе: он вдвое тяжелее Микки, но Микки оказывается чемпионом по кулачным боям среди цыган и вырубает Джорджа с одного удара. У Турка не осталось бойцов, и они с Томми нанимают Микки за фургон для его любимой мамочки. Кирпич, узнав о замене бойца, ставит Турку условие: Микки должен лечь в четвёртом раунде.
Ави звонит Дагу, у которого Фрэнки был накануне. Узнав, что Фрэнки собирается сделать ставку на поединок, он приходит в бешенство. Оказывается, Фрэнки получил прозвище «4 пальца» из-за игромании, и «он делает идиотские ставки с опасными людьми», поэтому и потерял палец. Ави прилетает в Лондон, приходит к Дагу, и они начинают искать Фрэнки. Первым делом они приходят в место, где проходит нелегальный боксёрский поединок, но Фрэнки они там не находят.
Тем временем, дождавшись позднего вечера, Сол и Винни, наконец, видят человека с дипломатом, входящего в букмекерскую контору Кирпича, и устремляются за ним, где предпринимают попытку ограбления. Сотрудница конторы (Джулианна Николсон) опускает металлические ставни, и грабители оказываются заперты. Денег в конторе нет, так как все ставки отменены из-за смены бойца, а у человека с дипломатом оказывается по пять пальцев на обеих руках. Грабители снимают маски, и их лица снимают камеры наблюдения. Неожиданно дверь снаружи спокойно открывает Тайрон и забирает Сола и Винни. Сев в машину, они отъезжают от фургона на пару метров. Только что очнувшийся Фрэнки еле вылезает из фургона. Тайрон, испугавшись свидетеля, тут же снова вырубает Фрэнки, замечает у него пристёгнутый дипломат и недостаток пальцев, о чём и сообщает товарищам, запихивая тело в машину.
Грабители, злые на Бориса, едут в свою контору, Фрэнки держат в заложниках, связанным и с грелкой для чайника на голове. Они успели заставить его открыть дипломат и нашли бриллиант. Когда приходит Борис, Винни говорит, что денег у букмекера не было, уговор нарушен, и потому камень принадлежит им. При этом Винни называет Бориса по имени в присутствии Фрэнки, отчего Борис убивает заложника. Узнав, что грабители положили бриллиант обратно в дипломат и зачехлили, а код знал лишь убитый Фрэнк, Борис отрубил мертвецу руку, запугал грабителей, забрал дипломат вместе с отрубленной рукой Фрэнки, но оставил чернокожим десять тысяч фунтов в качестве компенсации.
Во время боя Микки, несмотря на приказ Турка, одерживает верх над «Бомбардировщиком». Кирпич заявляется в дом Турка, забирает все его деньги и говорит, что он выставил его дураком. Он требует, чтобы Микки участвовал ещё в одном бою, и в этот раз всё-таки лёг в четвёртом раунде. Микки требует фургон, и Турок с Томми просят деньги на него у Кирпича. Тот отказывает и отдаёт приказ сжечь цыганский фургон вместе с матерью Микки, а также разбить игровые автоматы Турка и Томми. Микки, потерявший мать, соглашается драться. Кроме того, Кирпич обеспокоен ограбленной конторой. По записям с камеры наблюдения он находит Тайрона, который приводит его к Солу и Винни. Кирпич хочет убить их, но Сол обещает принести ему бриллиант «размером с кулак». Кирпич отпускает грабителей, дав им двое суток.
Ави и Даг нанимают известного громилу Тони «Пуля в зубах» (Винни Джонс), чтобы он нашёл для них Фрэнки. Тони эффективными методами узнаёт, кто ограбил букмекерскую контору, и едет к Солу и Винни. Те под дулом пистолета рассказывают о Борисе. Тони рассказывает Ави о том, что найти Бориса будет невозможно, но тот сам приходит в магазин Дага. В этот момент пара карат уже потерялась, камень оценён в 84 карата. Тони и Ави приезжают домой к Борису, бриллиант обнаруживается в подпольном тайнике с кучей гранат и прочего оружия, а хозяин в это время отдыхает связанный у них в багажнике. В это же время к дому Бориса подъезжают Сол, Винни и Тайрон. Решив пока не ввязываться в разборки, они едут за машиной Тони.
Тем временем Турок и Томми едут к Борису домой, так как оказалось, что проданный им Томми револьвер не стреляет. Томми советует Турку не пить больше молоко, потому что оно вредно и не усваивается организмом человека, а затем и вовсе отбирает и выбрасывает пакет в окно автомобиля. Пакет попадает на стекло ехавшей рядом машины Тони, и они с Ави и Борисом в багажнике врезаются в столб. Попутно нелепо гибнет охранник Ави, сопровождавший его с самой Америки. Связанный Борис вылезает из багажника и выходит на дорогу, где его сбивают Сол, Винни и Тайрон, оглушённые выстрелом холостыми патронами из пистолетов-муляжей, которые они взяли с собой на дело. Ави и Тони, очнувшись, заходят в ближайший паб, Ави отправляется умываться от крови своего охранника, а Тони заказывает пиво у бармена. Сбитый Борис освобождается от пут и пешком идёт к себе домой. Там он, оттолкнув с дороги Томми, берет автомат Калашникова с подствольным гранатомётом, и несётся к пабу — учинять расправу над Ави и Тони.
В это же время Сол, Винни и Тайрон входят в паб, где наставляют муляжи на Тони. Бармен, не долив пиво, тихо прячется под прилавок. Тони видит это и изображает сцену. Замечая неуверенность бандитов, а затем и обнаруживая, что у них в руках муляжи, он показывает им свой пистолет, опускает их самооценку и прогоняет прочь. В коридоре паба неудавшиеся разбойники запираются и встречают выходящего из уборной Ави с кейсом. Они грозятся застрелить его, если он не отдаст кейс. Через пожарный выход в паб входит Борис с автоматом и тоже требует кейс. Тони, почуяв неладное, кричит Ави, чтобы он упал на пол, и прямо через стену стреляет веером, попадая в Бориса и Тайрона. Сол и Винни, чудом оставшиеся в живых, забирают из рук перепуганного Ави кейс и убегают. Тони с большим трудом добивает Бориса (с четвёртого выстрела не убивает), забирает Ави и пускается в погоню за Солом и Винни.
Сол и Винни планируют, как и обещали, отдать бриллиант Кирпичу. Они приезжают к нему, но там их ловит Тони. Винни, который спрятал бриллиант в трусах, говорит Тони, что камень в офисе, и они едут туда. Там они застают беспорядок, устроенный собакой, вручённой Винни цыганами ещё до начала событий фильма. Собака постоянно пытается сожрать что-нибудь несъедобное и Сол решает отмазаться, что собака съела бриллиант. Ави требует от Тони «вскрыть» собаку. Винни, испугавшись за любимца, отдаёт бриллиант. Но тут собака и вправду выхватывает бриллиант из рук Ави, проглатывает и убегает через открытое Тони окно. Ави, беспорядочно стреляя по собаке, случайно убивает Тони из его же пистолета, после чего немедленно бросает всё и улетает обратно в Нью-Йорк. Сол и Винни решают избавиться от тел Тони и Фрэнки, а затем ехать в табор, чтобы найти там собаку.
Тем временем Томми и Турок привозят мертвецки пьяного после поминок матери Микки к себе. Приходит Кирпич и говорит, что его люди находятся возле табора и у выхода из зала, где идёт бой, и если Микки не ляжет в четвёртом раунде, погибнут Турок, Томми, сам Микки и все цыгане из его табора. Но Микки снова вырубает противника в четвёртом раунде. Оказывается, цыгане ушли из табора и сразу же после боя перестреляли людей Кирпича. На выходе они убивают самого Кирпича и его охрану, забирают Микки и уезжают, оставляя Турка и Томми в глубоком шоке. Позже оказалось, что Микки постоянно ставил деньги на себя, поэтому и не сдавался, когда требовалось.
На следующее утро Томми и Турок приходят в табор, но цыган там уже нет. Зато есть полиция, которой интересно, что они там делают. Турок, вовремя заметив собаку Сола, вернувшуюся в родной табор, говорит, что они её выгуливают. Томми ловит собаку, и они с Турком уезжают. Чуть позже в табор приезжают Сол и Винни с трупом в багажнике, их арестовывают. Поскольку собака постоянно издаёт звуки из-за проглоченной игрушки-пищалки, Томми несет собаку к ветеринару, и в её желудке, помимо игрушки, обнаруживают бриллиант весом 84 карата. Турок вместе с Томми идут к Дагу, тот звонит Ави, и Ави сразу же вылетает в Лондон.

## В ролях
| Актёр              | Персонаж               | Оригинальное имя персонажа |
| ------------------ | ---------------------- | -------------------------- |
| Джейсон Стейтем    | Турецкий               | Turkish                    |
| Стивен Грэм        | Томми                  | Tommy                      |
| Алан Форд          | «Кирпич»               | 'Brick Top'                |
| Брэд Питт          | Микки О’Нил (пэйви)    | Mickey O’Neil              |
| Бенисио дель Торо  | Фрэнки «4 пальца»      | Franky 'Four Fingers'      |
| Деннис Фарина      | Ави «Кузен» Деновиц    | Avi 'Cousin' Denovitz      |
| Раде Шербеджия     | Борис «Бритва» Юринов  | Boris 'The Blade' Yurinov  |
| Майк Рейд          | Даг «Голова» Деновиц   | Doug 'The Head' Denovitz   |
| Чарльз Корк        | Ринг-анонсер           | MCT                        |
| Робби Джи          | Винни                  | Vinny                      |
| Ленни Джеймс       | Сол                    | Sol                        |
| Винни Джонс        | Тони «Пуля в зубах»    | 'Bullet Tooth' Tony        |
| Джейсон Флеминг    | Даррен                 | Darren                     |
| Аде                | Тайрон                 | Tyrone                     |
| Уильям Бек         | Нил                    | Neil                       |
| Юэн Бремнер        | Молоток                | Mullet                     |
| Микки Ди           | Джек «Всевидящий глаз» | Jack 'The All Seeing Eye'  |
| Адам Фогерти       | «Роскошный» Джордж     | 'Gorgeous' George          |
| Энди Беквит        | Эррол                  | Errol                      |
| Джейсон Букхэм     | Гари                   | Gary                       |
| Голди              | «Плохиш» Линкольн      | 'Bad Boy' Lincoln          |
| Дейв Леджено       | Джон                   | John                       |
| Сэм Дуглас         | Бутон                  | Rosebud                    |
| Джулианна Николсон | букмекерский агент     |                            |

## Создание
Во многом за основу сюжета была взята история Ленни Маклина, чемпиона по кулачным боям в Англии. У него также был приятель-цыган, у которого он собирался купить автомобиль, но остался недоволен покупкой, после чего жизнь свела его с подпольными боями. Маклин играл роль Барри «Крестителя» в фильме «Карты, деньги и два ствола» (1998). Он умер за месяц до премьеры фильма.
Из-за небольшого бюджета продюсеры не могли позволить себе набрать необходимую массовку для сцены боксёрского поединка. Каждый раз, когда камера меняла угол, массовке приходилось перемещаться для того, чтобы создать эффект огромной толпы, присутствующей на матче.
В США название фильма хотели изменить на «Snatched» или «Snatch`d».
Брэд Питт — большой поклонник фильма «Карты, деньги, два ствола». Встретившись с Гаем Ричи, Брэд попросил его о роли в следующей картине. Питт получил роль Микки-цыгана после того, как выяснилось, что он не может достоверно сымитировать лондонский акцент.
Цыганами в русском переводе фильма называют небольшую этническую группу ирландцев-кочевников, чьи традиции и быт очень похожи на таковые у индостанских цыган (ромов), знакомых континентальным европейцам.
Практически все дурацкие ситуации, в которые попадают Сол, Винсент и Тайрон, основаны на реальных событиях: Гай Ричи позаимствовал их из документальных телепередач о самых нелепых преступлениях.
За фильм слово «fuck» произносится 153 раза.
В режиссёрской версии фильма есть сцена, где Фрэнки, очнувшись в ломбарде, направляет на Винни и Сола револьвер, ранее купленный у Бориса, но выясняется, что он не стреляет. Борис продал и ему, и Томми неработающее оружие. В связи с этим фраза, которую он говорил им обоим («Тяжёлый пистолет означает надежный»), имеет особый издевательский оттенок. При демонстрации на револьвере Томми режиссёр не стал искусственно портить оружие, патронов в револьвере вообще не было.

## Приём

### Сборы
Фильм был в значительной степени успешным, как по отзывам критиков, так и по финансовым показателям, и впоследствии приобрёл преданных поклонников. При бюджете в 10 миллионов долларов фильм собрал 12 137 698 фунтов стерлингов в Великобритании, 30,3 миллиона долларов в США и Канаде и в общей сложности 83,6 миллиона долларов по всему миру.

### Критика
На агрегаторе рецензий Rotten Tomatoes рейтинг одобрения фильма составляет 74 %, основанный на 142 отзывах, со средневзвешенным баллом 6,40/10. Консенсус критиков сайта гласит: «Хотя, возможно, стиль преобладает над содержанием, вторая криминальная драма Гая Ричи полна острых диалогов, мрачной комедии и интересных персонажей». На Metacritic фильм получил 55 баллов из 100, основываясь на мнении 31 критика, что указывает на смешанные или средние отзывы. Зрители, опрошенные CinemaMento, дали фильму среднюю оценку B по шкале от A+ до F.
В то время как фильм получил в основном положительные отзывы, несколько рецензентов негативно прокомментировали предполагаемое сходство в сюжете, персонаже, обстановке, теме и стиле с предыдущей работой «Карты, деньги, два ствола». В своей рецензии Роджер Эберт дал фильму 2 звезды из 4, написав, что, несмотря на то, что корни фильма якобы уходят в лондонский преступный мир, сообщество ирландских путешественников Питта было самым интересным элементом сюжета, а самые яркие предшественники фильма были полностью американскими: комиксы Дика Трейси, истории Деймона Раньона и братья Зани Маркс. Он поднял вопрос: «Что я могу сказать о фильме, новом фильме Ричи, который так рабски следует формуле „Карты, деньги, два ствола“, что это может быть похоже на новую аранжировку той же песни»? Элвис Митчелл, написавший обзор в New York Times, прокомментировал, что «Мистер Ричи, кажется, отступает назад, когда он должен был двигаться вперед». Некоторые критики также утверждали, что фильму не хватает глубины и содержания; многие рецензенты, похоже, согласились с комментарием Эберта о том, что фильм нескучный, но не имеет чёткого сюжета и никуда не приходит. Картина стала культовой впоследствии и входит в список «250 лучших фильмов» по рейтингу IMDb.

## Саундтрек
Было выпущено две версии альбома с музыкой из кинофильма, один выпустил лейбл Universal International (23 трека) и TVT Records (20 треков).
1. Klint — Diamond (03:14)
2. Benicio Del Toro — Vere Iz da Storn? (00:05)
3. Overseer — Supermoves (04:46)
4. Johnston Brothers — Hernando’s Hideaway (02:29)
5. Джейсон Стейтем — Zee Germans (00:13)
6. The Stranglers — Golden Brown (03:24)
7. 10cc — Dreadlock Holiday (04:23)
8. John Murphy and Daniel Griffiths — Hava Nagila (01:52)
9. Dennis Farina — Avi Arrives (00:11)
10. Maceo & the Macks — Cross the Tracks (We Better Go Back)(03:14)
11. Mirwais — Disco Science (03:32)
12. Alan Ford — Nemesis (00:14)
13. Bobby Byrd — Hot Pants (I’m Coming, I’m Coming, I’m Coming)(02:22)
14. Madonna — Lucky Star (03:31)
15. Alan Ford — Come Again (00:04)
16. The Specials — Ghost Town (05:51)
17. Vinnie Jones — Shrinking Balls (01:07)
18. The Herbaliser — Sensual Woman (04:52)
19. Massive Attack — Angel (06:15)
20. Charles Cork — RRRRR… Rumble (00:08)
21. Oasis — Fuckin' in the Bushes (03:17)
22. Dennis Farina — Avi’s Declaration (00:06)
23. Huey & Clowns Smith — Don’t You Just Know It (02:32)